# Liblická
Liblická je ulice v Hloubětíně na Praze 14, která spojuje ulice Horoušanskou a Vaňkovu. Protíná ji ulice Klánovická. Má přibližný severojižní průběh.
Nazvána je podle středočeské vesnice Liblice v okrese Kolín, která se stala součástí Českého Brodu. Ulice vznikla a byla pojmenována v roce 1931. V době nacistické okupace v letech 1940–1945 se německy nazývala Liblitzer Straße. V roce 1962 byla prodloužena.
Zástavbu tvoří převážně rodinné domy.

### Externí odkazy

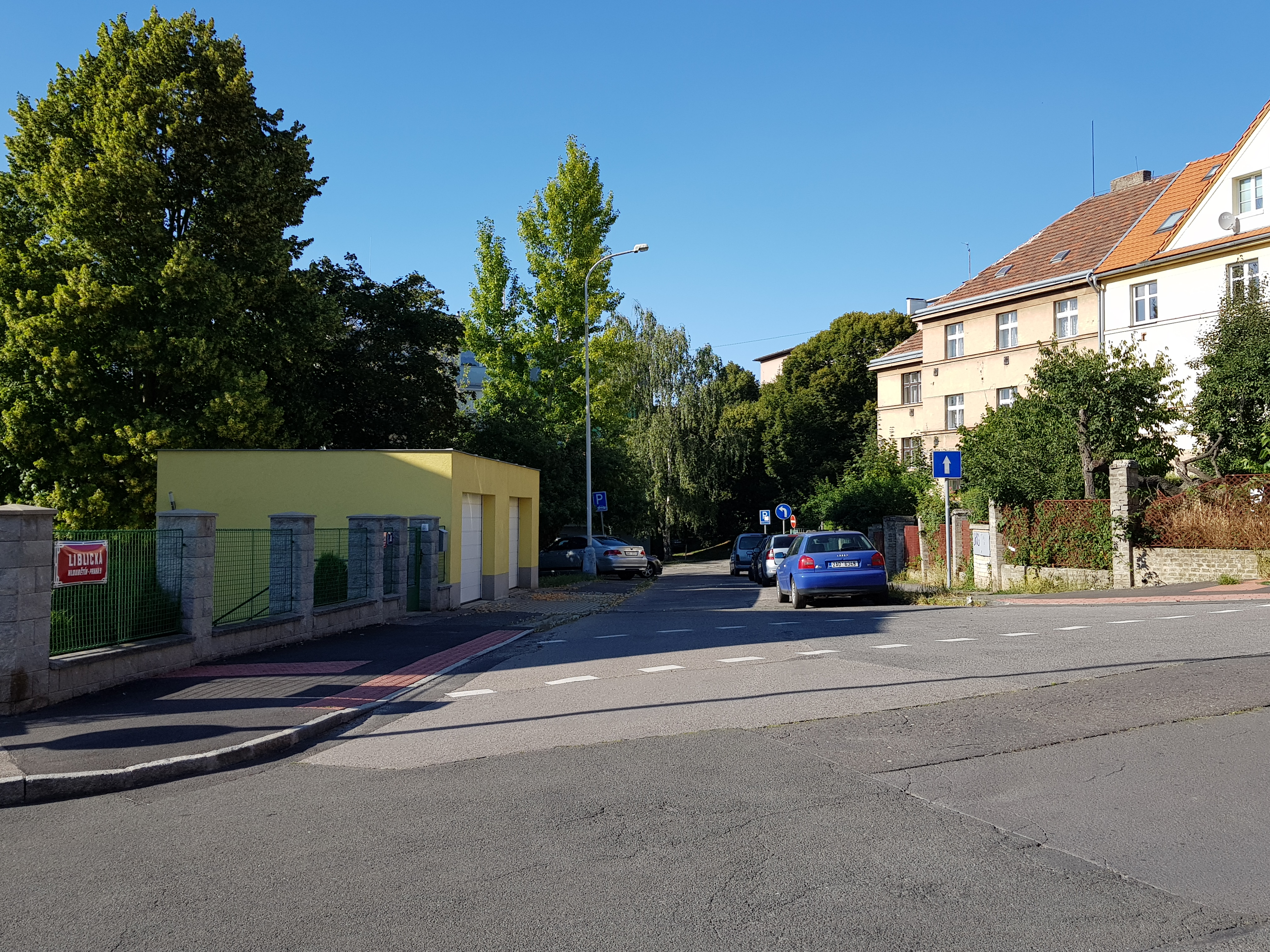
Liblická od Klánovické serverním směrem